# Андриевский, Владимир Владимирович
Влади́мир Влади́мирович Андрие́вский (укр. Володимир Володимирович Андрієвський; род. 5 июня 1985, Киев) — украинский теле- и радиоведущий, журналист, шоумен.

## Биография
Родился 5 июня 1985 года в Киеве.

## Образование
В 1999 году с отличием окончил музыкальную школу джазового искусства № 34 по классу «аккордеона» и «сопилки».
В 2002 году окончил специализированную школу с углубленным изучением иностранных языков № 65.
В 2008 году окончил факультет «международных отношений» и «страноведения» Киевского славистического университета по специальности «дипломат». Степень — бакалавр, магистр.

## Карьера
- С 2003 по 2004 год «Гала радио» — техническая служба.[1]
- С 2004 по 2005 год на «Love Radio» (сейчас «Радио Дача») был ведущим, музыкальным редактором.
- С 2005 по 2011 на «Нашем Радио» был ведущим.
- С 2006 по 2009 год на телеканалах «Кино» (сейчас «2+2») и «Сити» (сейчас «ПлюсПлюс»)  был голосом канала и ведущим.
- С 2010 по 2014 год был ведущим информационных программ «Подробности» (укр. Подробиці) и «Новости» (укр. Новини) на телеканале «Интер» (укр. Інтер).[1]
- С 2013 года — «DJ FM» был ведущим.
- С декабря 2013 года — школа телевидения ProCut Young School был преподавателем.
- С 2014 по 2016 год был ведущим вечерних информационных выпусков на телеканале «112 Украина».
- С 2016 по 2021 год был ведущим вечерних информационных выпусков на телеканале «ZIK»[2].
- В 2021 году был ведущим вечерних информационных выпусков на телеканале «Перший незалежний»[2].
- С 2021 по 2022 год был ведущим вечерних информационных выпусков на телеканале «Ukrlive»[2].

## Жизнь вне экрана
В 2009 году — смена работы повлекла за собой кардинальные изменения имиджа Владимира Андриевского.
В 2010 году — к Международному дню защиты детей Владимир Андриевский и студенты «Интершколы» организовали праздник для воспитанников Киево-Святошинского районного детского дома смешанного типа.
В 2011 году — номинировался на звание «Самые красивые люди Украины» по версии журнала «Вива».
В сентябре 2011 года — принимал участие в съемках роликов ко дню рождения телеканала «Интер», которые проводили начинающие журналисты, режиссёры, операторы, сценаристы, продюсеры.
В декабре 2011 года — Владимир Андриевский попробовал себя в роли Деда Мороза.
В марте 2012 года — победил в конкурсе «Самый сексуальный телеочкарик».
В июне 2012 года — выступил ведущим на церемонии награждения победителей Kyiv Sculpture Project 2012, первого Международного фестиваля современной скульптуры.
В августе 2012 года — выступил ведущим в экстравагантном конкурсе красоты под названием «мисс Пэрис Хилтон».
В сентябре 2012 года — выступил ведущим праздника для воспитанников Киево-Святошинского районного детского дома смешанного типа. В рамках мероприятия прошел необычный урок. Воспитанники детского дома смогли продемонстрировать свою фантазию во время презентаций своих команд, показать художественный талант во время создания картины своей команды, вспомнить любимые сказки и мультики.
В сентябре 2012 года — стал знатоком интеллектуальной программы «Что? Где? Когда?».
23 сентября 2012 года — команда «знатоков», в которую входит и Владимир Андриевский, одержала победу в интеллектуальной программе «Что? Где? Когда?».
В сентябре 2012 года — Владимир Андриевский, на собственном примере и под объективами камер, показал — как можно за несколько месяцев сбросить лишние килограммы.
В октябре 2012 года — принял участие в Международном Форуме «Новомедиа» в качестве спикера. Основная тема доклада — работа в телевизионном эфире: некоторые аспекты гармоничного существования в кадре.
В январе 2013 года — попал в список «Самые завидные холостяки украинского ТВ».